# Kimochrysa
Kimochrysa is een geslacht van insecten uit de familie van de gaasvliegen (Chrysopidae), die tot de orde netvleugeligen (Neuroptera) behoort.

## Soorten
- K. africana (Kimmins, 1937)
- K. impar Tjeder, 1966
- K. raphidioides Tjeder, 1966